# 20874 MacGregor
20874 MacGregor è un asteroide della fascia principale. Scoperto nel 2000, presenta un'orbita caratterizzata da un semiasse maggiore pari a 2,9456317 UA e da un'eccentricità di 0,0993529, inclinata di 1,97847° rispetto all'eclittica.